# GRAP (gen)
GRB2-proteína de adaptador relacionado es una proteína  que en los humanos está codificado por el GRAP gen.
Este gen codifica un miembro de la familia GRB2/Sem5 (homólogo de C. elegans)/Drk (homólogo de Drosophila). Este miembro funciona como una proteína de señalización citoplásmica que contiene un dominio SH2 flanqueado por dos dominios SH3. El dominio SH2 interactúa con los receptores activados por ligando para el factor de células madre y la eritropoyetina, y facilita la formación de un complejo estable con la oncoproteína BCR-ABL. Esta proteína también se asocia con el factor de intercambio de nucleótidos de guanina Ras SOS1 (hijo del homólogo 1 sin siete) a través de su dominio SH3 N-terminal.

## Interacciones
Se ha demostrado que GRAP interactúa con el enlazador de células T activadas .